# HMS Tiger (1913)
«Та́йгер» (англ. HMS Tiger, Корабль Его Величества «Тайгер») — линейный крейсер Королевского военно-морского флота Великобритании времён Первой мировой войны, единственный корабль этого проекта.
Являлся развитием проекта линейного крейсера «Куин Мэри», получив те же восемь 343-мм орудий главного калибра и сходную схему бронирования. Как и на современных ему линкорах типа «Айрон Дюк», на «Тайгере», вместо применявшихся ранее 102-мм, были установлены 152-мм орудия противоминного калибра. Каземат этих орудий получил бронирование толщиной 152 мм, что увеличило общую площадь забронированного борта. С оглядкой на японский опыт, был установлен подводный 76-мм пояс, как на японских линейных крейсерах типа «Конго». Количество торпедных аппаратов было увеличено до четырёх.
Наиболее мощный и совершенный британский линейный крейсер, построенный до начала Первой мировой войны. Считался самым красивым кораблём Королевского флота. Современные ему германские крейсера типа «Дерфлингер» имели вооружение из 305-мм орудий. За счёт большей начальной скорости и совершенства снарядов германское 305-мм орудие практически не уступало британскому 343-мм. По скорости и мореходности «Тайгер» превосходил своих визави, но уступал им по защищённости. Специалисты считают, что по комплексу характеристик британский крейсер уступал более сбалансированному «Дерфлингеру».
«Тайгер» активно использовался в годы Первой мировой войны, находясь в составе 1-й эскадры линейных крейсеров. Под командованием адмирала Битти 1-я эскадра, вместе с «Тайгером», приняла участие в бою у Доггер-банки и Ютландском сражении. По условиям Лондонского договора 1930 года по сокращению морских вооружений «Тайгер» 30 марта 1931 года был выведен из состава флота и продан на слом.

## История разработки
В кораблестроительную программу 1911—1912 года были заложены средства на четыре линкора (будущий тип «Айрон Дюк») и один линейный крейсер. В проекте новых линейных кораблей были предложены два существенных изменения в сравнении с предыдущими типами — переход со 102-мм на 152-мм орудия для вспомогательной артиллерии и установка кормового отсека подводных траверзных торпедных аппаратов (последнее увеличило количество торпедных труб на две). Логичным было внедрить эти изменения и в проекте линейного крейсера.
Этап эскизного проектирования линейного крейсера занял несколько больше времени, нежели у предыдущих крейсеров. Точная дата начала проектных работ по линейному крейсеру неизвестна. В июле 1911 года Главный строитель Королевского флота Филип Уоттс передал контролёру флота для распространения среди морских лордов три предварительных проекта — «А», «А1» и «С». Проект «В» в этом пакете отсутствовал — по всей видимости, он был отклонён до того. В проектах группы «А» 343-мм башни располагались по линейно-возвышенной схеме, башни «B» и «X» с возвышением над башнями «A» и «Y». В проекте «С» башни также располагались линейно-возвышенно, но третья башня была сдвинута в нос. Между ней и концевой башней располагались машинные отделения. Такая схема размещения считалась Уоттсом более предпочтительной, так как при введении кормового отсека подводных ТА позволяла наиболее оптимально разместить траверзные переборки. В отличие от предыдущего линейного крейсера «Куин Мэри», все котельные отделения располагались до третьей башни главного калибра. Это позволило разместить все дымовые трубы и надстройки до башни и обеспечило ей большие углы обстрела. Проект «С» имел в качестве вспомогательной артиллерии стандартные для британских крейсеров 102-мм орудия. В проектах «А» и «А1», так же как и в запланированных линкорах программы 1911—1912 года, были предложены 152-мм орудия, защищённые 127-мм бронёй. Защита каземата увеличивала забронированное пространство на высоту одной палубы, но создавала проблемы с остойчивостью из-за увеличения «верхнего веса». Для компенсации этого эффекта ширина проекта «А1» была увеличена до 27,7 м с соответствующим увеличением мощности силовой установки для обеспечения проектной скорости.
В схеме бронирования было применено одно новшество — ниже главного пояса был размещён ещё и подводный 76-мм пояс. В пояснительной записке не были указаны причины установки данного пояса, была лишь отсылка на японский опыт. Подводный пояс являл собой результат переосмысления опыта русско-японской войны и служил для защиты как от поднырнувших снарядов, так и для прикрытия оголявшейся при качке подводной части борта. Подобный пояс устанавливался на новые японские капитальные корабли, в том числе и на строившийся в Британии для Японии линейный крейсер «Конго». Несмотря на мнение британского историка флота Оскара Паркса, полагавшего, что в конструкции «Тайгера» были использованы решения для «Конго», Робертс, как и ряд других исследователей, отмечает, что подводный пояс был единственным заимствованием из японского проекта. Переход же на 152-мм орудия и выбранное расположение башен главного калибра были обусловлены эволюцией британских линейных крейсеров.
Лорды в целом одобрили проект «А1», однако раскритиковали его за неудовлетворительные углы обстрела 152-мм орудий в носовом и кормовом секторах. Вместе с тем ими было отмечено, что расположение главного калибра в проекте «С» в трёх группах позволяет повысить живучесть в бою. И если расположение двух башен рядом грозит выведением их из строя одним попаданием, то для трёх групп для выведения из строя главного калибра потребуется поразить не одну, а три цели. На этих основаниях Первый морской лорд озвучил необходимость взять за основу проект А1 и внести в него следующие изменения:
- расположение ГК взять из проекта «С»;
- перераспределить 152-мм орудия в каземате, с целью вести огонь в носовом секторе вплоть до 3° от диаметральной плоскости;
- добавить над палубой полубака ещё один каземат с 152-мм орудиями с защитой 152-мм бронёй.

Новый проект, получивший обозначение А2, был представлен на рассмотрение совета лордов 14 августа и спустя четыре дня одобрен. Главного конструктора флота попросили приступить к детальному проектированию как можно быстрее, поэтому этап предварительного проектирования на этом и был бы завершён, если бы не изменение политической обстановки.
В октябре 1911 года Уинстон Черчилль сменил Маккенну на посту Первого лорда Адмиралтейства. Заняв пост, Черчилль поменял состав Совета лордов Адмиралтейства (из прежнего состава остался только третий лорд-контролёр контр-адмирал Бригс) и потребовал пересмотра проекта линейного крейсера. Черчилль детально вникал в проекты новых кораблей, что было нетипично для гражданских чиновников, занимавших пост Первого лорда. Отдавая, как и Фишер, большое значение боевой мощи и скорости, он 20 ноября 1911 года потребовал увеличить скорость хода будущего линейного крейсера.
Первое заседание нового состава Совета Адмиралтейства состоялось 5 декабря. 12 декабря Совет в целом утвердил детальный проект А2, при условии внесения в него некоторых изменений с целью увеличения мощности силовой установки. Сразу же Черчилль в письме попросил Уоттса рассмотреть перевод на полностью нефтяное отопление линкоров и крейсера программы 1911—1912 года. Через три дня Уоттс внёс на рассмотрение совета два варианта модификации проекта — А2a (в литературе иногда А2*) и А2b (иногда А2**). В проекте А2а ценой дополнительных 100 длинных тонн водоизмещения мощность силовой установки возрастала до 100 000 л. с. и достигалась скорость в 29,5 узлов. Осадка возрастала на один дюйм (25,4 мм). В проекте А2b при увеличении на 350 дл. тонн веса энергетической установки и 50 тонн корпуса достигалась мощность 108 000 л. с. и скорость 30 узлов. При этом осадка возрастала на три дюйма (76 мм) и возникала необходимость поднять броневую палубу над машинной установкой из-за увеличения занимаемого ею объёма. Дополнительно полный запас топлива увеличивался по 1450 дл. т нефти и угля, в перегруз добавлялось ещё по 450 тонн обоих видов топлива. С проектами следовал комментарий Уоттса, что без кардинальной переделки проекта перевести котлы полностью на нефть не удастся. Часть угля находилась в бункерах над броневой палубой и создавала дополнительную защиту. При замене угля на нефть её пришлось бы также размещать над бронепалубой, что отрицательно сказалось бы на защищённости корабля.
19 декабря 1911 года Совет лордов и Черчилль одобрили проект А2b, и уже через два дня объявление о тендере было разослано 10 фирмам. 2 марта 1912 года победителем тендера была объявлена фирма «Браун» (предложение выслано 23 января). Будущий крейсер получил название «Тайгер» (англ. Tiger). 3 апреля фирма-строитель была уведомлена о выигрыше тендера, и на следующий день был подписан контракт на строительство. В ходе строительства в проект был внесён ряд изменений:
- 10 февраля 1912 года в конструкцию добавили цистерны системы активного успокоения качки, однако в июне 1912 года от установки этой системы отказались, ограничившись увеличением высоты скуловых килей с 457 мм до 762 мм;
- 27 февраля 1912 года, как и на «Лайоне» и «Куин Мэри», высота дымовых труб была увеличена на 1,5 м  до 24,7 м  над конструктивной ватерлинией;
- 27 июля 1912 года в конструкцию котлов были включены дополнительные форсунки для впрыска нефти. Дополнительные 27,5 дл. тонн были изысканы за счёт запаса водоизмещения;
- В 1913 году в состав вооружения были добавлены два 76-мм зенитных орудия;
- Количество салютных 3-фунтовых орудий было уменьшено с шести до четырёх;
- В 1913 году решено было отказаться от установки противоторпедных сетей, что сэкономило 95 тонн.

При вводе в строй «Тайгер» оказался на 70 дл. тонн легче своего проектного водоизмещения.
Немецкий автор Зигфрид Брейер считает, что по программе 1912—1913 годов по проекту «Тайгера» должен был быть построен второй линейный крейсер — «Леопард».
| Проект                                     | «Куин Мэри»      | А                | А1               | А2               | С                | А2               | А2*              | А2**             | «Тайгер»         |
| ------------------------------------------ | ---------------- | ---------------- | ---------------- | ---------------- | ---------------- | ---------------- | ---------------- | ---------------- | ---------------- |
| Дата                                       | 1910             | июль 1911        | июль 1911        | июль 1911        | июль 1911        | 12 декабря 1911  | 15 декабря 1911  | 15 декабря 1911  | январь 1912      |
| Длина×ширина×осадка                        | 213,4×27,13×8,53 | 213,4×27,74×8,69 | 213,4×27,74×8,61 | 213,4×27,74×8,61 | 213,4×27,13×8,61 | 213,4×27,58×8,61 | 213,4×27,58×8,63 | 213,4х27,58х8,69 | 214,6×27,58×8,69 |
| Нормальное водоизмещение, дл. т.           | 27 000           | 28 450           | 28 100           | 28 100           | 27 250           | 28 200           | 28 300           | 28 500           | 28 490           |
| Мощность ЭУ, л. с. (скорость, узлы)        | 75 000 (28)      | 80 000 (28)      | 79 000 (28)      | 79 000 (28)      | 76 000 (28)      | 82 000 (28)      | 100 000 (29,5)   | 108 000 (30)     | 108 000 (30)     |
| Вооружение                                 | 4×2×343-мм       | 4×2×343-мм       | 4×2×343-мм       | 4×2×343-мм       | 4×2×343-мм       | 4×2×343-мм       | 4×2×343-мм       | 4×2×343-мм       | 4×2×343-мм       |
| ПМК                                        | 16×102-мм        | 16×102-мм        | 16×152-мм        | 16×152-мм        | 16×102-мм        | 16×152-мм        | 16×152-мм        | 16×152-мм        | 16×152-мм        |
| Бронирование, мм                           |                  |                  |                  |                  |                  |                  |                  |                  |                  |
| Главный / верхний пояс                     | 229 / 152        | 229 / 152        | 229 / 152        | 229 / 152        | 229 / 152        | 229 / 152        | 229 / 152        | 229 / 152        | 229 / 152        |
| Каземат                                    | 102              | 127              | 127              | 127              | 102              | 152              | 152              | 152              | 152              |
| Подводный пояс                             | -                | 76               | 76               | 76               | -                | 76               | 76               | 76               | 76               |
| Башни ГК, лоб/барбет                       | 229 /(229 и 203) | 229 /(229 и 203) | 229 /(229 и 203) | 229 /(229 и 203) | 229 /(229 и 203) | 229 /(229 и 203) | 229 /(229 и 203) | 229 /(229 и 203) | 229 /(229 и 203) |
| Броневая рубка                             | 254              | 254              | 254              | 254              | 254              | 254              | 254              | 254              | 254              |
| Палуба верхняя + нижняя                    | 25+38            | 25+25            | 25+25            | 25+25            | 25+25            | 25+25            | 25+25            | 25+25            | 25+25            |
| Составляющие весовой нагрузки, дл. тонн    |                  |                  |                  |                  |                  |                  |                  |                  |                  |
| Оборудование                               | 805              | 820              | 820              | 820              | 820              | 840              | 840              | 840              | 845              |
| Корпус                                     | 9760             | 9860             | 9830             | 9830             | 9650             | 9650             | 9650             | 9770             | 9830             |
| Бронирование                               | 6575             | 7030             | 6980             | 6980             | 6730             | 7360             | 7360             | 7360             | 7400             |
| Вооружение                                 | 3300             | 3860             | 3650             | 3650             | 3450             | 3650             | 3650             | 3650             | 3660             |
| ЭУ                                         | 5460             | 5780             | 5720             | 5720             | 5500             | 5550             | 5650             | 5900             | 5755             |
| Топливо                                    | 1000             | 1000             | 1000             | 1000             | 1000             | 1000             | 1000             | 900              | 900              |
| Запас водоизмещения                        | 100              | 100              | 100              | 100              | 100              | 100              | 100              | 100              | 100              |
| Итого проектное (нормальное) водоизмещение | 27 000           | 28 450           | 28 100           | 28 100           | 27 250           | 28 150           | 28 250           | 28 520           | 28 490           |
| Проектное водоизмещение, т                 | 27 432           | 28 905           | 28 550           | 28 550           | 27 686           | 28 600           | 28 702           | 28 976           | 28 946           |

## Конструкция
|  |

### Корпус
1 — кормовой отсек ТА;
2 — башня ГК «Y»;
3 — задняя боевая рубка для управления торпедной стрельбой;
4 — башня ГК «Q»;
5 — командно-дальномерный пост на фок-мачте;
6 — передняя боевая рубка;
7 — башня ГК «В»;
8 — башня ГК «А»;
9 — носовой отсек ТА;
11 — цистерны с нефтью;
12 — зарядные погреба ГК;
13 — погреба СК;
14 — снарядный погреб ГК;
15 — центральный пост управления;
16 — котельные отделения;
17 — машинные отделения;
18 — вспомогательные машинные отделения.
Проектное нормальное водоизмещение составило 28 500 дл. т, действительное нормальное — 28 430 дл. т, при средней осадке 8,68 м, против 8,53 м у «Лайона». Полное водоизмещение составило 35 710 дл. т.
Длина между перпендикулярами 201,3 м, по ватерлинии — 212,9 м, максимальная — 214,7 м. Ширина корпуса — 27,6 м. Высота надводного корпуса при проектном водоизмещении в носовой оконечности 9,14 м, на миделе 7,45 и 5,79 в корме. Высота борта от киля до батарейной палубы — 13,6 м. Увеличению осадки на 1 см соответствовало увеличение водоизмещения на 39,8 дл. т. Корпус корабля был разделён водонепроницаемыми переборками на 23 отсека, а двойное дно шло на 79 % его длины. Способ связей силового набора — смешанный.
Все башни главного калибра были размещены в диаметральной плоскости. Носовые башни «А» и «В» размещались линейно-возвышенно. За ними шли котельные отделения, сведённые в одну группу. За третьей дымовой трубой, между котельными и машинными отделениями, была установлена башня «Q». В отличие от «Лайона» в кормовом секторе за ней поверх палубы шло свободное пространство, что обеспечило ей хорошие сектора обстрела. Дальше шли машинные отделения и кормовая башня «Y». Кормовые башни были достаточно далеко разнесены друг от друга, что исключало возможность их вывода из строя в результате одного попадания.
При нормальном водоизмещении метацентрическая высота составила 1,37 м (у «Лайона» 1,48 м), при полном — 1,92 м. В 1918 году при водоизмещении 32 800 т расчётная метацентрическая высота составила 1,57 м. По проекту предусматривалась установка цистерн системы активного успокоения качки, но вместо них были установлены скуловые кили большой площади.
На «Тайгере» были установлены два параллельных балансирных руля с рулевым приводом системы Дениса. В состав якорного вооружения входили три носовых 6,35-т якоря адмиралтейского типа без штока (два основных и один запасной) и один кормовой 2,13-тонный якорь без штока.
В состав корабельных спасательных средств входили два 15,2-м паровых полубаркаса, один парусный 11-м полубаркас, один паровой 12,8-м баркас, два 10,4-м, два 9,7-м, два 9,14-м спасательных катера, три 8,23-м вельбота, один 4,9-м динги и бальсовый 4-м плот. Для их погрузки был установлен деррик-кран на полу-мачте.
При постройке на «Тайгере» были установлены шестнадцать 610-мм боевых прожектора. По четыре прожектора стояло на среднем и нижнем мостике, платформе грузовой мачты с деррик-краном и на платформе вокруг задней дымовой трубы.
Экипаж по проекту состоял из 1109 человек. В сентябре 1914 года он составлял 1112 человек, в мае 1915 — 1344, в апреле 1919 — 1459.
| Составляющие весовой нагрузки по видам водоизмещения по окончательному проекту 1912 года, длинных тонн | Составляющие весовой нагрузки по видам водоизмещения по окончательному проекту 1912 года, длинных тонн | Составляющие весовой нагрузки по видам водоизмещения по окончательному проекту 1912 года, длинных тонн | Составляющие весовой нагрузки по видам водоизмещения по окончательному проекту 1912 года, длинных тонн | Составляющие весовой нагрузки по видам водоизмещения по окончательному проекту 1912 года, длинных тонн |
| Статьи весовой нагрузки                                                                                | проектное (нормальное) водоизмещение                                                                   | облегчённый корабль                                                                                    | полное водоизмещение                                                                                   | наибольшее водоизмещение                                                                               |
| --- | --- | --- | --- | --- |
| Корпус                                                                                                 | 9580                                                                                                   | 9580                                                                                                   | 9580                                                                                                   | 9580                                                                                                   |
| Оборудование                                                                                           | 845 | 608 | 970 | 970 |
| Вооружение                                                                                             | 3660                                                                                                   | 3660                                                                                                   | 3660                                                                                                   | 3660                                                                                                   |
| Бронирование                                                                                           | 7400                                                                                                   | 7400                                                                                                   | 7400                                                                                                   | 7400                                                                                                   |
| Силовая установка                                                                                      | 5630                                                                                                   | 5630                                                                                                   | 5630                                                                                                   | 5630                                                                                                   |
| Запасы                                                                                                 | 125 | 62 | 125 | 125 |
| Уголь                                                                                                  | 450 | 0 | 2450                                                                                                   | 3340                                                                                                   |
| Нефть                                                                                                  | 450 | 0 | 2450                                                                                                   | 3800                                                                                                   |
| Вода в цистернах системы успокоения качки                                                              | 250 | 0 | 395 | 395 |
| Запас пресной воды                                                                                     | 0 | 0 | 700 | 700 |
| Запас водоизмещения                                                                                    | 100 | 100 | 100 | 100 |
| ИТОГО                                                                                                  | 28 490                                                                                                 | 27 040                                                                                                 | 33 470                                                                                                 | 35 710                                                                                                 |
| ИТОГО, метрических тонн                                                                                | 28 947                                                                                                 | 27 474                                                                                                 | 33 997                                                                                                 | 36 273                                                                                                 |

### Энергетическая установка
В отличие от предыдущих линейных крейсеров с 343-мм орудиями котельные отделения «Тайгера» были сгруппированы в одну группу и не разрывались погребами башни «Q» надвое. Общая длина котельных отделений составляла 53,5 м — 24,9 % от длины корабля. В пяти котельных отделениях, длиной по 10,7 м каждое, располагались 39 водотрубных котлов Бабкок-Уилкокса с трубками большого диаметра. Котлы вырабатывали пар с давлением в 16,5 кгс/м². В первом отделении стояли семь котлов, в остальных — по восемь. Котельные отделения не были разделены переборками в диаметральной плоскости, и котлы в них располагались линейно от борта до борта. Поверхность нагрева каждого котла составляла 15,8 м², а площадь колосниковой решётки — 0,42 м².
Рассматривалась возможность установки котлов с трубками малого диаметра, что позволило бы уменьшить массу силовой установки или обеспечить скорость в 32 узла при той же её массе, однако инженерно-механический отдел выступил против и были оставлены более традиционные котлы с трубками большого диаметра.
Турбины, главные пароконденсаторы и вспомогательные механизмы были размещены в двух машинных отделениях. Общая длина машинных отделений составляла 33,5 м (15,6 % длины крейсера). Это было чуть меньше, чем у «Лайона», с его 34,1 м. Каждое из отделений делилось продольной переборкой в диаметральной плоскости на два отсека. Машинное отделение № 1 имело длину 19,5 м. В правом и левом его отсеках располагались турбины. Впервые на крупном британском боевом корабле были применены турбины Браун-Кертиса, с прямым приводом на четыре вала с трёхлопастными винтами диаметром 4,13 м и шагом в 3,81.
В отсеках машинных отделений правого и левого борта находилось по одному комплекту турбин. Турбины высокого давления переднего и заднего хода приводили во вращение наружные валы. А турбины низкого давления переднего и заднего хода стояли на внутренних валах. Технологически на тот момент изготовить зубчатую передачу такой передаточной мощности было невозможно, поэтому турбины непосредственно соединялись с валами (так называемый прямой привод).
В заднем машинном отделении длиной 14 м размещались главные конденсаторы и вспомогательные механизмы. Электричество вырабатывалось четырьмя генераторами общей мощностью 750 кВт. Они вырабатывали постоянный ток с напряжением 220В. Три паровые помпы обеспечивали давление в гидравлической системе башен главного калибра. Пресная вода вырабатывалась с помощью шести испарителей и двух конденсаторов, суммарной производительностью 480 дл. тонн воды в сутки.
При номинальной мощности в 85 000 л. с. крейсеру должна была сообщаться скорость в 28 узлов. По проекту предусматривалась возможность форсировки механизмов до 108 000 л. с., что должно было обеспечить скорость в 30 узлов. Но на испытаниях при водоизмещении в 28 990 дл. тонн и мощности в 91 103 л. с. «Тайгер» развил скорость в 28,34 узла, а при водоизмещении 28 790 дл. тонн и форсировке до 104 635 л. с. развил скорость только в 29,07 узла.
Расход топлива при мощности в 59 500 л. с. составлял 1245 т топлива в сутки — больше, чем у «Лайона», поэтому запас топлива был увеличен. Проектный запас топлива при нормальном водоизмещении — 450 т угля и 450 т нефти. Максимально возможный запас топлива составлял 7140 дл. тонн — 3340 дл. т угля и 3800 дл. т нефти. Во время войны запас топлива не превышал 3240 т угля и 800 т нефти.
По заявлению Робертса, официальных фактических данных по дальности плавания не сохранилось. Цифру расхода в 1245 т топлива в сутки при мощности 59 500 л. с. даёт Паркс в своей книге «Британские линейные корабли 1860—1950». Эта мощность соответствует скорости в 24 узла и даёт расчётную дальность в 3300 миль при максимальном запасе топлива в 7140 дл. тонн. По данным Барта, дальность на 25 узлах составляла 2800 миль, 4000 миль на 22 узлах, 4900 миль на 18 и 5200 миль на 12 узлах.

### Бронирование
|  |

В целом схема бронирования была подобна применённой на «Лайоне», но с определёнными изменениями. Её распределили на большей площади — бортовая броня в середине корпуса доходила до палубы полубака, и были забронированы места расположения противоминной артиллерии. Также появилось чередование толщин палубной брони.
Основные изменения схемы бронирования заключались в следующем:
- Пояс продолжен в нос и корму и стал прикрывать почти всю ватерлинию.
- Углубление нижней кромки главного пояса уменьшено с 914 мм до 686 мм, но при этом ниже пояса добавлена полоса 76-мм брони, за счёт чего заглубление вертикального бронирования увеличилось до 1,83 м.
- Между верхней и палубой полубака добавлен верхний 152 мм пояс, прикрывающий батарею противоминных орудий.
- В районе, прикрытом верхним поясом, толщина бронирования верхней палубы уменьшена.
- Добавлены участки 25-мм брони, прикрывающие главную палубу перед носовой и за кормовой башнями главного калибра.
- Толщина главной палубы перед носовым траверзом увеличена с 64 до 76 мм.

Главный броневой пояс из цементированной брони имел толщину 229 мм и длину в 98 м, располагаясь от района передней боевой рубки до внутренней стороны барбета кормовой башни «Y». Его верхняя кромка проходила на уровне главной палубы, а нижняя уходила под воду на 0,69 м при нормальном водоизмещении и на 1,07 м в полном грузу. В носовую часть главный пояс продолжался 25,6-метровым поясом 127-мм толщины. Он прикрывал погреба носовой башни и заканчивался за барбетом башни «А». Дальше на длине 36,7 м шёл пояс толщиной 102 мм, заканчиваясь в 9,2 м от форштевня. В корме главный пояс также сначала продолжался 8,6-метровым участком 127-мм толщины. За внешней стороной барбета башни «Y» шёл 102-мм пояс длиной 29 м и заканчивавшийся в 7,6 м от ахтерштевня. Таким образом, по ватерлинии корпус был прикрыт вертикальной бронёй на длине в 197,8 м (92,9 % длины ватерлинии). Ниже главного пояса, на всём протяжении между наружными сторонами барбетов концевых башен «А» и «Y» шла полоса 76-мм брони шириной 1,15 м. При нормальном водоизмещении её нижний край уходил под воду на 1,83 м.
Между верхней и главными палубами шёл верхний 152-мм броневой пояс. Он шёл на той же длине, что и 229-мм пояс. В районе барбетов башен «А» и «Y» он имел толщину 127 мм, продолжаясь в носовой и кормовой оконечности 102-мм поясом. Основной каземат противоминной артиллерии располагался между верхней и палубой полубака и защищался 152-мм бронёй. В носовой части толщина бронирования уменьшалась до 127-мм, заканчиваясь переборкой, под углом уходившей к барбету башни «А». В кормовой оконечности каземат закрывался 102-мм поперечной переборкой. Между орудиями № 2 и № 3 и между № 4 и № 5 были установлены 25,4-мм противоосколочные экраны. За орудиями шёл ещё один 19-мм продольный экран.
В корме броневые траверзы толщиной 102 мм проходили между главной и броневой палубами и шли по краям 102- и 127-мм пояса. В носу между главной и броневой палубами 102-мм траверз замыкал 102-мм пояс. 127-мм участок пояса замыкался между верхней и главной палубами 102-мм траверзом, а между главной и броневой палубами толщина траверза составляла 51 мм.
Палуба полубака над казематом противоминного калибра имела толщину 38 мм, а на остальных участках — 25 мм. Верхние 152-мм орудия находились в полукруглом каземате с передней 152-мм и задней 51-мм стенками и крышей толщиной 25,4 мм.
Лобовая плита и боковые стенки орудийных башен главного калибра имели толщину 229 мм. Задняя стенка башни имела толщину 203 мм. Крыша имела толщину 63—82 мм. После Ютландского сражения на крыши башен настелили дополнительно 25 мм брони — толщина наклонной части крыши была увеличена до 108 мм, а горизонтальной до 89 мм.
Стенки барбетов имели переменную по высоте и диаметру толщину. Различалась толщина внешних и внутренних частей барбетов. Дополнительно толщина барбета уменьшалась за верхним и главным броневым поясами. Над палубой внешние и бортовые стенки барбетов башен имели 229-мм толщину, а внутренние — 203-мм. Под палубой внешние стенки башен «А» и «Y» имели толщину 203 мм, а их внутренние стенки и все стенки барбетов башен «В» и «Q» имели толщину 76 мм. Под верхней броневой палубой барбет башни «А» имел толщину внешней стенки 102 мм и остальных стенок 76 мм. Барбет башни «В» ниже верхней палубы имел толщину 76 мм. Подбашенные отделения башен «А» и «В» ниже главной броневой палубы имели общее бронирование — передняя стенка 102 мм, остальные — 76 мм. Для башни «Q» стенки барбета ниже верхней палубы имели равномерную толщину 76 мм, а подбашенное отделение ниже главной броневой палубы — 25,4 мм. Для башни «Y» внешняя стенка барбета ниже главной броневой палубы имела толщину 102 мм, остальная часть — 76 мм.
Передняя рубка имела 254-мм стенки, 76-мм крышу и 102-мм пол. На крыше рубки располагался колпак поста управления стрельбой центральной наводки, имевший круговое 76-мм бронирование. Коммуникационная труба имела стенки 76—102-мм толщины. Задняя боевая рубка для торпедной стрельбы имела стенки 152-мм толщины, 76-мм крышу и 102-мм пол. Коммуникационная труба имела 102-мм стенки, доходившие только до уровня верхней палубы.
|  |  |  |  |

Палуба полубака имела толщину 25 мм в носовой части. У борта, над казематами 152-мм орудий, её толщина составляла 38 мм, а внутренняя часть имела толщину 25,4 мм. Верхняя палуба имела толщину 25 мм от передней траверзной переборки до барбета башни «А» и в корме от барбета башни «Y» до задней траверзной переборки. В середине корпуса небольшой участок палубы вне каземата имел толщину 38 мм. Главная палуба имела бронирование толщиной 25,4 мм только в носовой и кормовой оконечности между траверзными переборками. Нижняя броневая палуба почти на всей длине имела толщину плоской части 25,4 мм и скос толщиной 25,4 мм. Только небольшой её участок в носовой конечности от форштевня до броневой переборки имел толщину 76 мм.
Сплошной противоторпедной переборки «Тайгер» не имел. В районе погребов были установлены броневые экраны. Кормовой и центральный погреба защищались экранами 38-мм толщины. Носовые погреба были защищены экранами толщиной 38 мм. Носовые погреба также защищались спереди и сзади экранов траверзными переборками толщиной 25,4 мм.
Изменения в схеме бронирования после Ютландского сражения
После Ютланда было усилено бронирование палуб и броневых экранов, прикрывавших погреба. Слой дополнительной брони в 25 мм был настелен на палубу полубака вокруг барбетов башен «A», «B» и «Q» и на верхнюю палубу вокруг барбета башни «Y». Такой же слой был уложен вокруг всех барбетов на нижнюю (броневую) палубу. Участки верхней палубы и палубы полубака в этих местах стали иметь толщину 51 и 64 мм соответственно. Общая масса уложенной брони — 179 длинных тонн.
77 дл. тонн 25-мм брони были уложены на крыши башен. Была усилена толщина палубы над машинными отделениями. Общий вес — 24 дл. тонны, место установки неизвестно. В батарее 152-мм орудий были установлены дополнительные броневые перегородки общей массой 15 дл. тонн. Броневые 38-мм экраны в районе погребов были дополнительно усилены 25-мм листами брони.

### Вооружение

#### Главный калибр

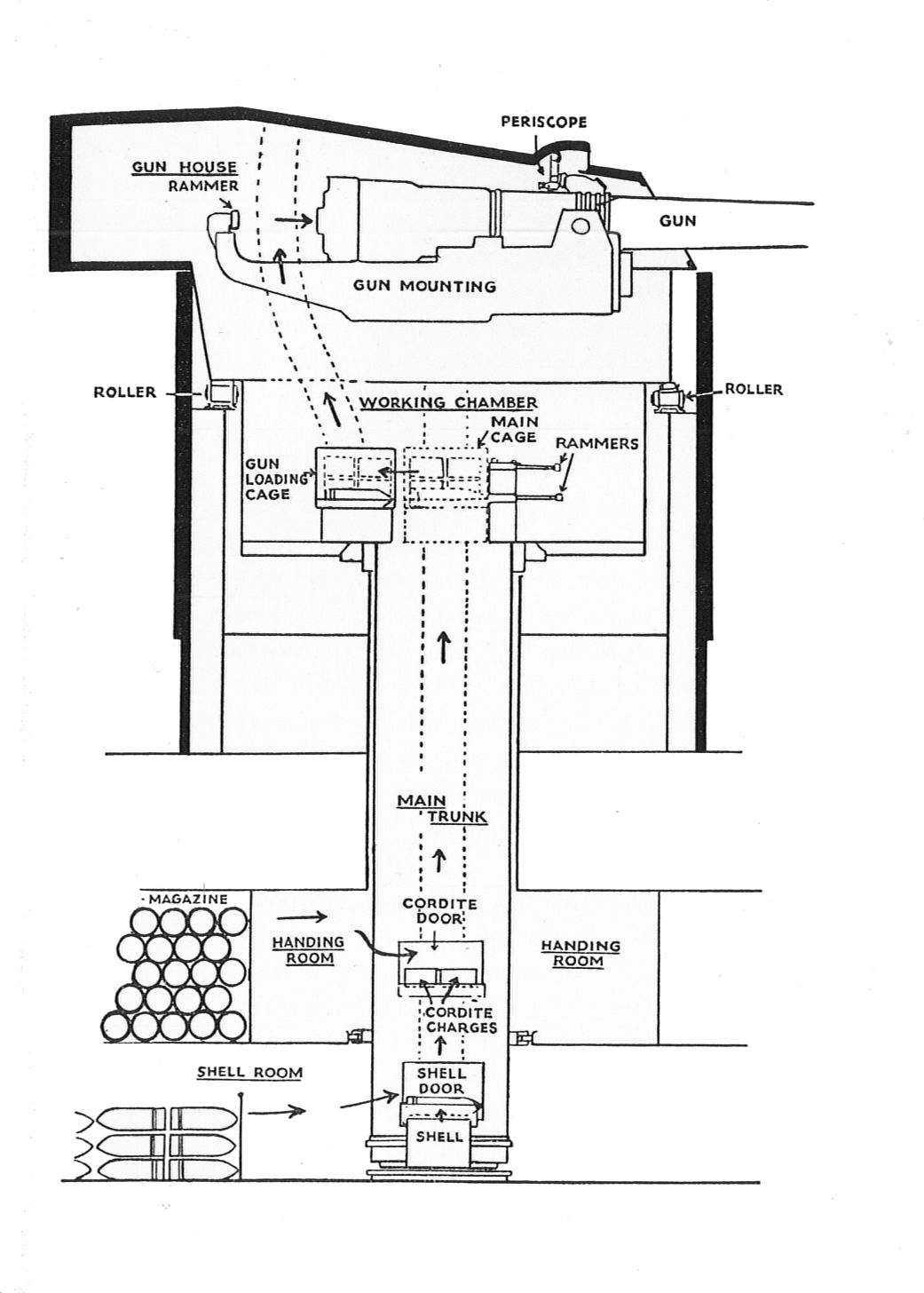
Схема британской 343-мм орудийной башни

Основным вооружением были восемь 343-мм 45-калиберных орудий Mk.V, таких же как на «Лайоне» и «Куин Мери». Орудия располагались в двухорудийных башенных установках В.II**. Как и установки на «Куин Мэри», система подачи установок была рассчитана на использование тяжёлого 636-кг снаряда («Лайон» мог использовать только лёгкие 567-кг снаряды), но была несколько модернизирована с целью увеличения скорострельности.
Заряд 135 кг кордита MD45. Боекомплект мирного времени по 80 снарядов на ствол. В военное время боекомплект возрастал до 110 снарядов на ствол. Первоначально в состав боекомплекта входили «тяжёлые» бронебойные снаряды APC Mark Ia и «коммон» (СРС) массой 635 кг. После Ютланда, выявившего недостаточное качество снарядов, был разработан новый 639,6-кг снаряд APC Mark IIIa «Greenboy». Кэмпбелл указывает, что к концу войны боезапас «Тайгера», как и «Лайона», на ствол составлял 77 APC и 33 СРС.
Установки были рассчитаны на углы возвышения −3° / +20°. На практике начальная скорость снаряда Mark Ia составляла порядка 762 м/с, что при максимальном угле возвышения 20° давало дальность стрельбы 23 820 ярдов (21 710 м). Но в начале войны действительная дальность стрельбы была меньше, так как визиры в системе управления стрельбой обеспечивали наведение только при угле возвышения до 15°21". И только после установки перед Ютландским сражением на директоре и в башнях призматического устройства «супервозвышение 6°», добавлявшего дополнительно 6° к углу подъёма визиров, «Тайгер» мог стрелять на максимальную дальность.

#### Система управления артиллерийской стрельбой
«Тайгер» стал первым британским крейсером, на котором система управления стрельбой центральной наводки была установлена при постройке. В общем случае задачей системы управления стрельбой является выработка углов наведения орудий. Вертикальный угол наведения (прицел) зависит от дальности стрельбы, а горизонтальный угол наведения (целик) соответствует пеленгу на цель. Так как цель подвижна, за время полёта снаряда на больших дистанциях необходимо учитывать временно́е изменение расстояния (ВИР) и временно́е изменение пеленга (ВИП). С учётом ВИР и ВИП прицеливание осуществляется в точку упреждения.
На «Тайгере» была установлена система, разработанная Перси Скоттом и Дюмареском. На марсе фок-мачты был установлен директор, в котором находился артиллерийский офицер, управляющий наводкой всех орудий главного калибра. Вместе с артиллерийским офицером в башенке директора находились дальномерщик и вычислитель. Дальномерщик определял текущую дальность до цели, выдавая её каждые 3—5 сек. Ниже директора, на площадке под фор-марсом находился прибор Дюмареска. Задающий визир прибора Дюмареска удерживался на цели, задавая пеленг на корабль-цель. Кроме пеленга, вычислитель вносил в прибор Дюмареска данные по дальности до цели и данные взаимного движения собственного корабля и цели — скорость собственного корабля, предполагаемую скорость цели и угол между курсами обоих кораблей. Прибор Дюмареска представлял собой сложный механический прибор, который являлся механическим аналогом дифференциального уравнения и на основе входных данных рассчитывал величины ВИР и ВИП. Также в приборе Дюмареска на основании таблиц стрельбы по дальности рассчитывался угол вертикального наведения орудий.
Эти данные передавались в центральный артиллерийский пост. Здесь производился учёт поправок на скорость ветра, плотность воздуха, индивидуальный износ орудий, температуру пороха и производился окончательный расчёт вертикального и горизонтального углов наведения для каждого орудия. Откорректированные углы вертикального и горизонтального наведения вносились в так называемые задающие приборы. Они по электрической линии передачи данных были связаны с принимающими приборами в башнях. В них подвижная стрелка отклонялась на угол, заложенный в задающие приборы. Задачей наводчика в башне было совместить подвижные стрелки принимающих приборов с неподвижной стрелкой, закреплённой на башне (горизонтальный угол наведения) и орудии (вертикальный угол наведения). В результате все орудия корабля наводились одновременно в рассчитанную точку упреждения. Артиллерийский офицер замыкал цепь стрельбы, и раздавался залп.
Во время войны количество дальномеров возросло, а их размеры увеличились. К концу войны на башнях «A» и «Q» были установлены 25-футовые (7,6 м) дальномеры.

#### Противоминный калибр

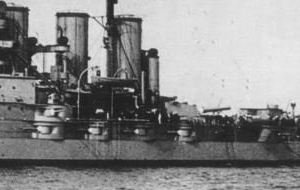
152-мм батарея линейного крейсера «Тайгер»

В состав противоминной артиллерии входили 12 152-мм 45-калиберных орудий Mk.VII с раздельным заряжанием. Орудия размещались на установках Р.VIII, обеспечивавших углы возвышения −7° / +14° и скорострельность в 3,5 выстрела в минуту. Вес фугасного снаряда составлял 45 кг, ему сообщалась начальная скорость в 845 м/с. При угле возвышения 14° максимальная дальность стрельбы составляла 14 700 м (79 каб). Десять орудий были размещены в центральном бронированном каземате на верхней палубе в носовой части. Орудия размещались двумя группами — восемь от фок-мачты до кормовой дымовой трубы, ещё два позади башни «Q». Второй каземат на два орудия размещался на палубе полубака, над центральным казематом. Если у «Лайона» противоминная артиллерия была равномерно распределена между носовым и кормовым секторами стрельбы, то у «Тайгера» большая часть орудий могла стрелять только в носовом секторе. При этом на заложенных в рамках того же бюджетного года линкорах типа «Айрон Дюк» артиллерия была расположена менее удачно. У «Тайгера» палуба полубака продолжалась в корму дальше, далеко заходя за башню «Q», поэтому каземат для 152-мм орудий получился более просторным. При вводе в строй 152-мм орудия не имели системы управления стрельбой центральной наводки — она была установлена только в 1917 году.
Первоначально в боекомплект каждого орудия входили 50 полубронебойных и 150 фугасных снарядов — по 200 на орудие, всего 2400 снарядов. Позднее боекомплект был уменьшен до 120 на ствол — по 30 полубронебойных, 72 фугасных и 18 фугасных с ночным трассёром. Погреба носовой группы 152-мм орудий располагались позади башни «В», а кормовой — левее башни «Q». Кормовые погреба располагались друг над другом — снарядный над зарядным.
Система подачи к орудиям оказалась неудачной. В немецком флоте были объединённые снарядные и зарядные погреба, каждый из которых с помощью индивидуального подъёмника обслуживал одно или, реже, два орудия. Только таким способом достигался высокий темп подачи и стрельбы. На «Тайгере» боезапас 152-мм орудий подавался из погребов двумя вертикальными подъёмниками в коридоры подачи боезапаса. И уже из них индивидуальные элеваторы и подвесные беседки осуществляли подачу к орудиям. Для ускорения темпа стрельбы часть боезапаса предварительно поднималась на кранцы орудий и находилась в системе подачи. Так бой у Доггер-банки «Тайгер» начал имея на каждое орудие по 20 снарядов в кранцах и столько же в системе подачи.

#### Зенитная артиллерия
В отличие от предшествующих линейных крейсеров, зенитные орудия были включены на «Тайгере» в состав вооружения при постройке. На нём были установлены два 76-мм зенитных орудия QF Mk.I на лафете HA Mk.II. До войны боекомплект каждого орудия состоял из 270 фугасных и 30 шрапнельных выстрелов. Во время войны он был уменьшен до 120 фугасных и 30 зажигательных на орудие. В 1923 году 76-мм зенитки заменили на четыре 102-мм/45 орудия QF Mk.V. В январе 1925 года их заменили на четыре 76-мм зенитных орудия Mk.I. В марте — сентябре 1928 года дополнительно были установлены два 40-мм многоствольных зенитных автомата Mk.I.
Дополнительно в состав вооружения входили одна 76-мм десантная пушка, четыре 47-мм салютные пушки Гочкиса, десять пулемётов Льюиса и пять пулемётов Максима. В 1915 году количество 47-мм орудий Гочкиса уменьшили до двух, но в марте 1919 года их число опять увеличили до четырёх. Боезапас орудий Гочкиса составлял по 64 снаряда на ствол.
| Орудие                                 | 13.5"/45 Mark V(H)                                     | 6"/45 BL Mark VII        | 4"/45 QF Mark V | 3"/45 20cwt QF HA Mark I | 47-мм Гочкиса |
| -------------------------------------- | ------------------------------------------------------ | ------------------------ | --------------- | ------------------------ | ------------- |
| Год разработки                         | 1909                                                   | 1901                     | 1913            | 1910                     | 1885          |
| Калибр, мм                             | 343                                                    | 152                      | 102             | 76                       | 47            |
| Длина ствола, калибров                 | 45                                                     | 45                       | 45              | 45                       | 40            |
| Масса орудия, кг                       | 76 102                                                 | 7517                     | 2172            | 1020                     | 240           |
| Скорострельность, в/мин                | 1,5—2                                                  | 5—7 (практическая 3—3,5) | 10—15           | 12—14                    | 20            |
| Установка                              | B Mark II                                              | PVIII                    | HA Mark III?    | HA Mk.II                 | ?             |
| Углы склонения                         | −3°/+20°                                               | −7°/+14°                 | −5°/+80°?       | −10°/+90°                | /+60°?        |
| Тип заряжания                          | картузное                                              | картузное                | унитарное       | унитарное                | унитарное     |
| Тип снаряда                            | бронебойный («тяжёлый») Mark Ia , Mark IIIa (Greenboy) | фугасный                 | фугасный        |                          | фугасный      |
| Вес снаряда, кг                        | 635 639,6(Greenboy)                                    | 45,4                     | 14,06           | 5,67                     | 1,5           |
| Вес и тип метательного заряда          | 135 кг MD45                                            | 13 кг MD26               | 2,76 кг SC061   | 0,96 кг MD               | 0,24 кг MD    |
| Начальная скорость, м/с                | 759                                                    | 845                      | 728             | 762                      | 574           |
| Максимальная дальность, м              | 21 710                                                 | 14 700                   | 14 950          |                          |               |
| Досягаемость по высоте максимальная, м | —                                                      | —                        | 8 760           | 11 340                   | 3000          |
| эффективная, м                         | —                                                      | —                        | ?               | 7160                     | 1100          |

#### Торпедное вооружение
Торпедное вооружение состояло из четырёх подводных 533-мм торпедных аппаратов. Они размещались побортно, два впереди башни «А» и два позади башни «Y». Общий боекомплект состоял из 20 торпед. Торпеды могли применяться на любой скорости, вплоть до максимальной в 29 узлов.

#### Авиационное вооружение

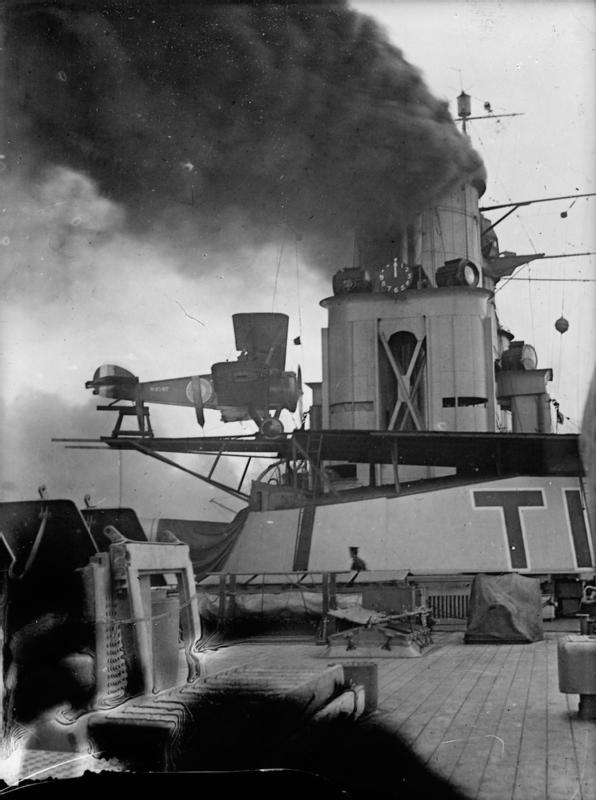
Истребитель «Сопвич Кемел» в готовности к старту с площадки на башне «Q»

К концу войны на башне «Q» была установлена платформа для взлёта колёсного самолёта. Истребитель «Сопвич Кемел» мог только взлететь с этой платформы и использоваться для борьбы с дирижаблями или ведения разведки. Обратная посадка не предусматривалась — истребитель должен был садиться на сухопутном аэродроме, либо в аварийном режиме летчик мог сесть на воду вблизи корабля. Лётчик шлюпкой поднимался на борт, а самолёт при этом терялся.

## Модернизации
Описание модернизаций даётся в работах Робертса и Барта. Но оно существенно отличается. Оба исследователя обладают приблизительно одинаковой авторитетностью и отдать предпочтение кому-либо затруднительно. В предположении, что Робертс проводил описание только самого «Тайгера» и более детально прорабатывал эту тему, а также то обстоятельство, что схемы модернизаций из его работы использовались в работе Кэмпбелла, описание модернизаций дано в основном по его статье.
1915—1916
В задней части броневого колпака на боевой рубке был установлен дальномер. На компасную платформу установили директор управления огнём 152-мм орудий, вокруг компасной платформы оборудованы посты наблюдения за подводными лодками. Переделан фор-марс, уменьшена высота фор-стеньги. На мачту деррик-крана между первой и второй дымовой трубами установлена дополнительная площадка. Добавлена площадка на мачте деррик-крана у третьей дымовой трубы. Демонтированы шлюпбалки. Двойной 614-мм прожектор установлен на крыше башни Q (возможно, временно перенесён с платформы на третьей дымовой трубе).
1916
Во время ремонта «Тайгера» после Ютландского сражения в сухом доке № 2 в Росайте с 3 июня по 1 июля 1916 года было усилено бронирование. 179 дл. тонн броневых листов были настелены над погребами — вокруг барбетов башен «A», «B» и «Q» на палубу полубака, вокруг башни «Y» на главную палубу и вокруг всех барбетов на уровне нижней палубы. В итоге толщины палуб составили 64 , 64 и 51 мм соответственно. 25,4-мм листы настелены на крыши башен (рост веса составил 77 дл. т) и над машинными отделениями (24 дл. тонны). Дополнительно в погребах 38-мм переборки усилены 25,4-мм листами и установлены противоосколочные экраны в каземате 152-мм орудий (15 дл. тонн).
1917—1918
На фор-марсе установлен ветровой отражатель. Стойки с прожекторными площадками установлены перед и позади третьей дымовой трубы. Двойные 610-мм прожектора заменены на одинарные 910-мм. Платформа для старта колёсных самолётов с парусиновым «ангаром» установлена на башню Q.
1918—1919
Убрана фор-стеньга. Сверху директора на фор-марсе установлен дальномер. В задней части фор-марса организованы посты управления огнём 152-мм орудий. Стеньга установлена на мачту основного деррик-крана. Дальномерный пост установлен на крышу башни Y. Позже с самолётной платформы убран ангар. На дальномерном посту на фор-марсе установлен флагшток. Четыре 3-фунтовые салютные пушки установлены на платформе боевой рубки, возвращены шлюпбалки.
1924
102-мм зенитные орудия установлены над казематом 152-мм орудий на уровне передней дымовой трубы и в конце шлюпочной палубы (76-мм зенитки оставлены). С башни Q снята самолётная платформа. Новая самолётная платформа смонтирована на башне В. Переделан фор-марс, на нём добавлен зенитный дальномер, установлены площадки над и за директором ГК. Опора главного деррик-крана переделана в грот-мачту со стеньгой и брам-стеньгой. Убрана прожекторная платформа спереди третьей дымовой трубы. Также был немного перекомпонован мостик. Между торпедной боевой рубкой и башней Q установлен кормовой директор ГК. 9,14-м дальномеры установлены в задней части башни А и на крыше башни Q.
| Изменение статей весовой нагрузки в процессе эксплуатации | Изменение статей весовой нагрузки в процессе эксплуатации | Изменение статей весовой нагрузки в процессе эксплуатации | Изменение статей весовой нагрузки в процессе эксплуатации | Изменение статей весовой нагрузки в процессе эксплуатации |
| Статьи весовой нагрузки                                   | Длинных тонн                                              | Длинных тонн                                              | Метрических тонн                                          | Метрических тонн                                          |
| Статьи весовой нагрузки                                   | 1914 год                                                  | 1924 год                                                  | 1914 год                                                  | 1924 год                                                  |
| --------------------------------------------------------- | --------------------------------------------------------- | --------------------------------------------------------- | --------------------------------------------------------- | --------------------------------------------------------- |
| Корпус и вооружение                                       | 17 351                                                    | 18 234                                                    | 17 629                                                    | 18 527                                                    |
| Энергетическая установка                                  | 5407                                                      | 5775                                                      | 5494                                                      | 5868                                                      |
| Вооружение                                                | 2737                                                      | 2764                                                      | 2781                                                      | 2808                                                      |
| Оборудование                                              | 354                                                       | 351                                                       | 360                                                       | 357                                                       |
| ИТОГО                                                     | 25 849                                                    | 27 124                                                    | 26 264                                                    | 27 559                                                    |

## Служба
| Наименование | Верфь               | Производитель ЭУ | Стоим. ф. ст. | Заказ            | Закладка        | Спуск на воду      | Ввод в строй      | Судьба |
| ------------ | ------------------- | ---------------- | ------------- | ---------------- | --------------- | ------------------ | ----------------- | --- |
| «Тайгер»     | «Джон Браун», Клайд | «Джон Браун»     | 2 100 000     | 3 апреля 1911 г. | 20 июня 1912 г. | 15 декабря 1913 г. | 3 октября 1914 г. | 30 марта 1931 года выведен из состава флота, в феврале 1932 года продан на слом и 22 марта 1932 года отбуксирован на верфь для разделки на металл. |

Закладка в Клайдбанке состоялась 20 июня 1912 года. Церемония спуска на воду — 15 декабря 1913 года. Роль крёстной матери исполняла леди Хелен Винсент, супруга дипломата Эдгара Винсента, виконта д`Арбернона. Из-за начала войны официальный ввод «Тайгера» в состав 1-й эскадры линейных крейсеров состоялся 3 октября 1914 года, до окончания всех положенных испытаний. Таким образом, стапельный период строительства составил 18 месяцев, а достройка на плаву — 10 месяцев. Стоимость постройки составила 2,1 млн фунтов стерлингов. Ряд строительных работ продолжался до конца октября 1914 года. С 14 октября 1914 года «Тайгер» проводил ходовые испытания на мерной миле в Полперро. Максимально достигнутая скорость при водоизмещении в 28 780 т и форсировании мощности до 104 635 л. с. составила 29,07 узла при средней частоте вращения винтов 278 об/мин.

### Сражение у Доггер-банки
«Тайгер» принял участие в бою у Доггер-банки 24 января 1915 года в составе 1-й эскадры линейных крейсеров. Он шёл вторым, следом за «Лайоном», на котором держал флаг командующий 1-й эскадрой адмирал Битти.
В 7:50 GMT немцы шли встречным курсом и находились в 14 милях впереди англичан. Германский командующий эскадрой Хиппер решил, что перед ним находятся превосходящие силы противника и развернул корабли на обратный курс к своей базе. Бой свёлся к преследованию британцами немецких кораблей на параллельных курсах. Немцы не могли развить ход больше 24 узлов из-за шедшего концевым броненосного крейсера «Блюхер». Британский командующий Битти решил занять удобное для боя наветренное положение, обходя немецкую колонну справа. И отдал приказ увеличить скорость, постепенно повышая её с 25 узлов до 29. 305-мм британские крейсера «Нью Зиленд» и «Индомитебл» не могли развить больше 25 узлов и отстали от более быстрых 343-мм крейсеров. Но и 29 узлов в теории мог развить только «Тайгер». По факту даже он при водоизмещении порядка 31 500 т смог развить мощность 96 000 л. с., что при частоте вращения винтов в 270 об/мин давало расчётную скорость порядка 28 узлов. Тем не менее «Лайон», «Тайгер» и «Принцесс Ройал» быстро нагоняли немецкие корабли.
В 8:50 первым открыл огонь «Лайон», затем к нему присоединились «Тайгер» и «Принцесс Ройал». Каждый британский корабль открывал огонь по концевому немецкому «Блюхеру», затем по мере сокращения расстояния перенося его на идущие впереди «Дерфлингер», «Мольтке» и головной «Зейдлиц». В 9:35 Битти поднял сигнал «Разделить огонь». По этому сигналу каждый британский корабль должен был взять под обстрел соответствующий ему в строю противника крейсер. Так как у британцев было пять крейсеров, а у противника четыре, капитан «Тайгера» Генри Пелли посчитал, что должен вместе с «Лайоном» сосредоточить свой огонь на головном «Зейдлице». Но «Индомитебл» значительно отстал и вести огонь не мог. «Нью Зиленд» обстреливал «Блюхер», «Принцес Ройал» — «Дерфлингер», а «Мольтке» поэтому не обстреливал никто.
Немцы из-за собственного дыма хорошо видели только головной британский «Лайон», поэтому в основном сосредоточили огонь на нём. Из-за накопившихся к 11:00 повреждений «Лайон» вынужден был вывалиться из строя. Британскую колонну возглавил «Тайгер», и огонь германских крейсеров теперь сосредоточился на нём. Общее командование перешло к младшему флагману Муру, державшему флаг на «Нью Зиленд». Но из-за путаницы в сигналах, показанных Битти, вместо преследования германских кораблей оставшиеся британские корабли сосредоточились на добивании отставшего от немецкой колонны «Блюхера». Хиппер не стал продолжать бой, и оставшиеся германские крейсера вышли из боя.
В бою «Тайгер» выпустил 355 343-мм снарядов (40 % боекомплекта) и 268 152-мм снарядов (11,2 % боекомплекта). Последние в основном по миноносцам и при расстреле агонизирующего «Блюхера». Также по «Блюхеру» крейсер выпустил две торпеды, одна из которых, по всей видимости, попала в цель. Несмотря на то, что на «Тайгере», единственном из британских крейсеров, стояла новая централизованная система управления стрельбой главным калибром, попаданий с него в немецкие корабли во время активной фазы боя отмечено не было. Выделить его попадания в «Блюхер» в финальной части боя невозможно. Первый лорд адмирал Фишер назвал стрельбу «Тайгера» «предательски плохой», сняв за это с поста старшего артиллериста крейсера. В качестве причин отвратительной стрельбы крейсера называлась как недостаточная выучка экипажа из-за сокращённой программы обучения, так и то, что экипаж состоял в основном из резервистов. Также отмечался низкий моральный дух экипажа по причине большого количества больных. Из-за спешного ввода в строй наблюдалась скученность и усталость экипажа, грязь и сырость в жилых помещениях, плохая вентиляция. Уровень заболеваемости среди экипажа в 4 квартале 1914 года был в четыре раза выше, чем в 4 квартале 1915 года. Из рапорта медицинского офицера также следует, что во время боя у Доггер-банки на корабле свирепствовала эпидемия тонзиллита.
Сам «Тайгер» получил шесть попаданий, пришедшихся в него после того, как он возглавил колонну британских кораблей. Одно из попаданий 280-мм снаряда пришлось в крышу башни «Q». Основная часть осколков ушла наружу, но ряд осколков проникли внутрь, выведя из строя левое орудие и механизм горизонтальной наводки. Поэтому башня вышла из строя. Также тяжёлые потери нанёс снаряд, разорвавшийся в сигнальном посту под боевой рубкой. Из-за того, что большая часть дверей в боевую рубку и пост управления артиллерией главного калибра и 152-мм орудий были открыты, осколками были ранены многие находившиеся в этих помещениях.
Всего потери экипажа за время боя составили 9 матросов убитыми и 11 ранеными. Повреждения после боя устранили за 15 дней, и к 10 февраля 1915 года крейсер вернулся в строй.

### Ютландское сражение
В составе 2-й эскадры линейных крейсеров «Тайгер» принял участие в Ютландском сражении. Так же как и в бою у Доггер-банки, капитаном «Тайгера» был Генри Пелли. Британское соединение под командой Битти состояло из трёх отрядов — 2-й («Лайон», «Принцесс Ройал», «Куин Мери», «Тайгер») и 3-й («Индефатигебл» и «Нью Зиленд») эскадры линейных крейсеров и 5-й эскадры линкоров под командованием адмирала Хью Эван-Томаса (быстроходных линкоров типа «Куин Элизабет» — «Бархэм», «Вэлиент», «Уорспайт» и «Малайя»). Однако линкоры были несколько медленнее линейных крейсеров, имея максимальный ход порядка 24 узлов.

Походный ордер линейных крейсеров Битти после поворота в 14:15 31 мая

Сражение началось с перестрелки лёгких крейсеров 14:28 GMT. Для британских линейных крейсеров Ютландское сражение началось не очень удачно. В 14:15 крейсера Битти запланированно повернули на север, навстречу линкорам Гранд-Флита, идущим под флагом Джеллико. После обнаружения немцев Битти дал команду развернуться на юго-восток. Но сигнал был передан флагами, и 5-я эскадра линкоров не смогла своевременно его получить, задержавшись с разворотом, и отстала от линейных крейсеров.
Первая фаза сражения, «бег на север», началась в 15:48 дуэлью британской 2-й и 3-й эскадр линейных крейсеров с германской эскадрой под командованием Хиппера, состоявшей из линейных крейсеров «Лютцов», «Дерфлингер», «Зейдлиц», «Мольтке» и «Фон дер Танн». Условия видимости были чуть лучше для немцев, к тому же, из-за светло-серой окраски они хуже различались на фоне серого неба. При этом ветер относил дым из труб от британских кораблей в сторону противника, ещё больше ухудшая видимость. Британцы не смогли правильно определить положение линейных крейсеров Хиппера и не успели выстроиться на боевом курсе до открытия огня. Битти вышел на Хиппера на пересекающихся курсах, поэтому после поворота корабли противников оказались практически друг напротив друга. 3-я эскадра в последние минуты заняла место в боевой линии, и при открытии огня крейсера Битти ещё завершали разворот. Хиппер шёл со скоростью в 23 узла, поэтому британская эскадра на скорости 25 узлов его обгоняла, пытаясь отрезать от германских баз. Из-за несвоевременного поворота эскадры Эвана-Томаса британские линкоры в начальной фазе не участвовали и открыли огонь по немецким кораблям только в 16:04.
Британцы не смогли воспользоваться несколько большей дальностью своих орудий, и первыми в 15:48 открыли огонь немцы с дистанции около 16 500 ярдов (15 км). «Лайон» ответил на их огонь через полминуты. В течение следующей минуты огонь открыли и остальные 343-мм крейсера. «Тайгер» открыл огонь в 15:49. Точное положение британских кораблей в момент открытия огня неизвестно, но, очевидно, «Тайгер» ещё не завершил поворот, так как первый попавший в него в 15:50/15:51 снаряд пришёл с курсового угла в 30° по левому борту. Также из этого следует, что при открытии огня «Тайгер» мог вести огонь только из носовых орудий.
Как и в Доггер-банке, британцы опять допустили ошибку в распределении целей. «Лайон» и «Принцесс Ройал» стреляли по «Лютцову». Но «Куин Мэри» вместо «Дерфлингера» открыла огонь по «Зейдлицу», а «Тайгер» соответственно вместо «Зейдлица» обстреливал «Мольтке». В начале боя «Тайгер» допустил ошибку порядка 2000 ярдов (1800 м) в определении дистанции — по данным его дальномеров вместо реальной дистанции около 16 500 (15 км) ярдов она составляла 18 500 (16,8 км). Также неточно определили дистанцию ещё три британских крейсера, что сказалось на скорости их пристрелки в начале боя.

Распределение огня на 15:50
Распределение огня на 16:00
Распределение огня на 16:10
Распределение огня на 16:20
Распределение огня на 16:30

Из германских линейных крейсеров по «Тайгеру» вёл огонь только «Мольтке». «Мольтке» также неточно определил дистанцию до «Тайгера» — 15 500 ярдов (14,2 км), и его первый залп лёг недолётом. Но он быстро пристрелялся, и «Тайгер» оказался под быстрым и точным огнём германского крейсера.
До 16:00 в «Тайгер» попало девять 280-мм снарядов. В 15:54 два снаряда с «Мольтке» с дистанции порядка 12 300 м (66 каб) угодили в башни «Q» и «X», выведя их временно из строя. Попадание в башню «Q» пришлось в 82-мм крышу, снаряд упал под углом в 22° в район центрального смотрового колпака. Он разорвался при попадании, и основная часть осколков ушла рикошетом дальше. Центральный смотровой колпак снесло, а боковые частично были сорваны с креплений. Правая передняя часть плиты крыши была загнута вверх на 50 мм, и большинство её креплений лопнуло при ударе. В крыше образовалась пробоина размерами 0,99×1,42 м, в центральном поворотном столе отверстие размерами 229×76 мм. Прошедшие в башню осколки ранили 5 и убили 3 человек (по воспоминаниям арт. офицера, третий — командир башни — умер не сразу, а на следующий день). Башенный дальномер, центральный и правый прицелы были выведены из строя. Также была выведена из строя позиция горизонтального наводчика. У левого прицела была сбита настройка, все линии связи перебиты. Воздушный клапан в системе отката левого орудия был сбит, что привело к потере жидкости при откате орудия. Лотки подачи боеприпаса обоих орудий заклинило. Правда левый удалось привести в действие, выбив ось пламянепроницаемой заслонки на подачной линии кордита. В течение всего боя к правому орудию подача боезапаса могла осуществляться только по системе подачи левого орудия. Оба орудия вскоре были приведены в действие. Так как принимающие сигнал с КДП приборы уцелели, вертикальное и горизонтальное наведение осуществлялось по их данным. Сама стрельба осуществлялась на слух, когда раздавался залп из носовых орудий. Пороховые газы стали проблемой, так как воздушный компрессор из-за попадания № 9 вышел из строя. Поэтому в течение боя башня «Q» сделала только 32 выстрела, по сравнению с 109 у башни «B».
Попадание в башню «X» пришлось в 229-мм барбет в месте его соединения с 76-мм нижним барбетом и 25-мм верхней палубой. Был выбит кусок 229-мм брони размерами 680×400 мм, пробита верхняя палуба, 76-мм плита барбета надщербнута на глубину порядка 76 мм, также выбито порядка 76 мм верхнего угла 102-мм плиты. Ниже верхней палубы идёт переход толщины барбета с 102 мм сбоку на 76-мм плиты спереди и сзади барбета. Попадание, по всей видимости, пришлось в стык этих плит. Снаряд прошёл во вращающуюся структуру башни примерно на 0,9 м ниже лобовой плиты башни, но не разорвался должным образом. Взрыватель сработал, но его выбило из снаряда и неразорвавшееся тело снаряда осталось лежать на полу перегрузочного отделения между орудиями, вместе с куском выбитой брони. Центральный наводчик был убит при ударе о крышу башни, но других жертв не было. Респираторы помогли избежать отравления пороховыми газами. Центральный вал маховика горизонтального наведения был смят, заклинило одну из пламянепроницаемых заслонок, на левом орудии компрессионный клапан дал течь, что привело к затеканию воды в перегрузочное отделение, линия передачи данных по углу возвышения орудий и проведения выстрела с КДП была перерезана. Через 7 минут орудия могли стрелять, но вертикальное наведение и выстрел из орудий производились под локальным управлением. За время боя башня «Х» сделала 75 выстрелов, но часть из них, очевидно, были со слишком большим разлётом. В 18:11 выяснилось, что угол горизонтального наведения на 19° отличается от задаваемого с КДП, поэтому пришлось менять настройку.
В результате этих двух попаданий «Тайгер» в лучшем случае можно было считать трёхбашенным кораблем.

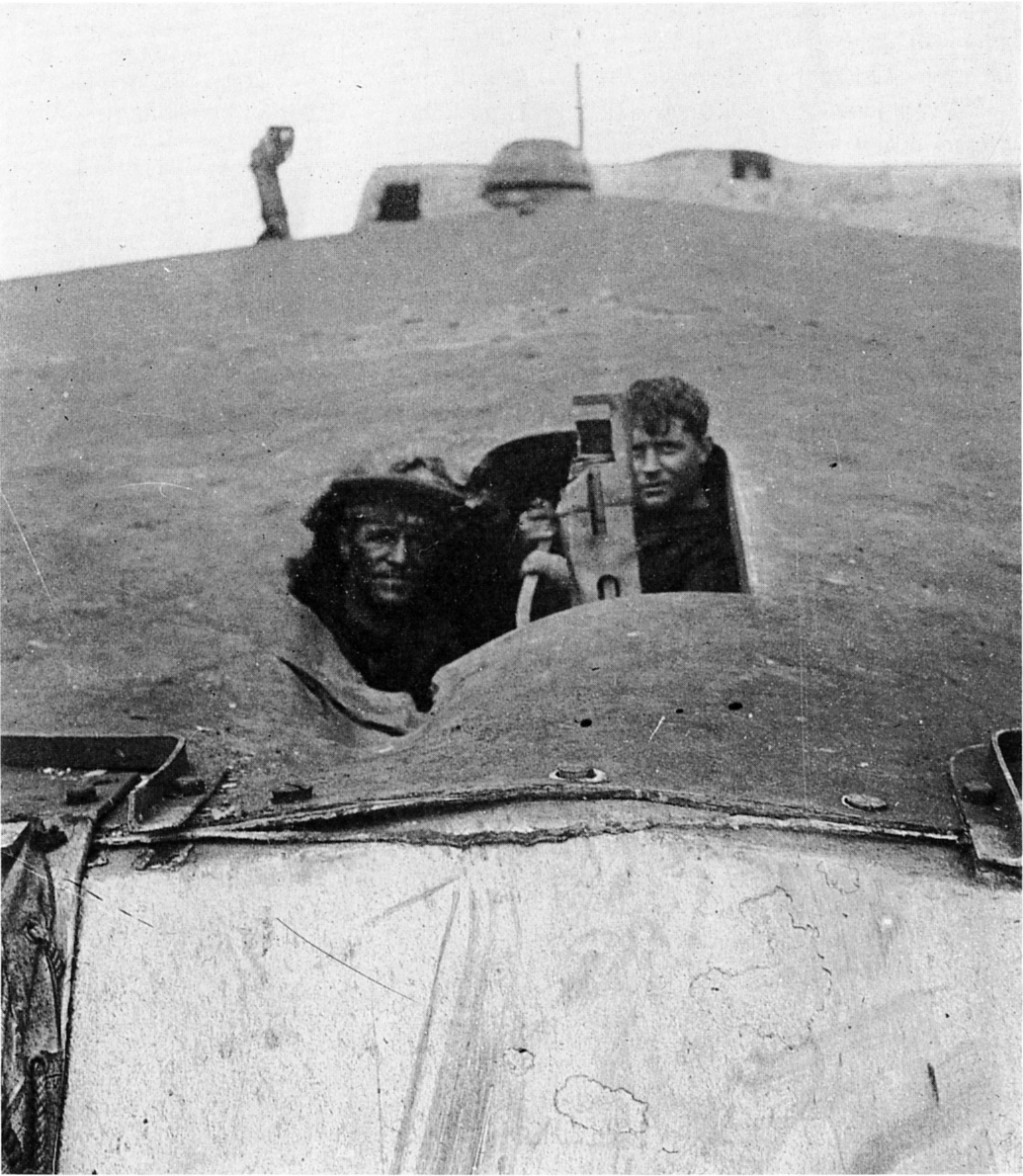
Повреждения, нанесённые снарядом, попавшим в крышу башни «Q»
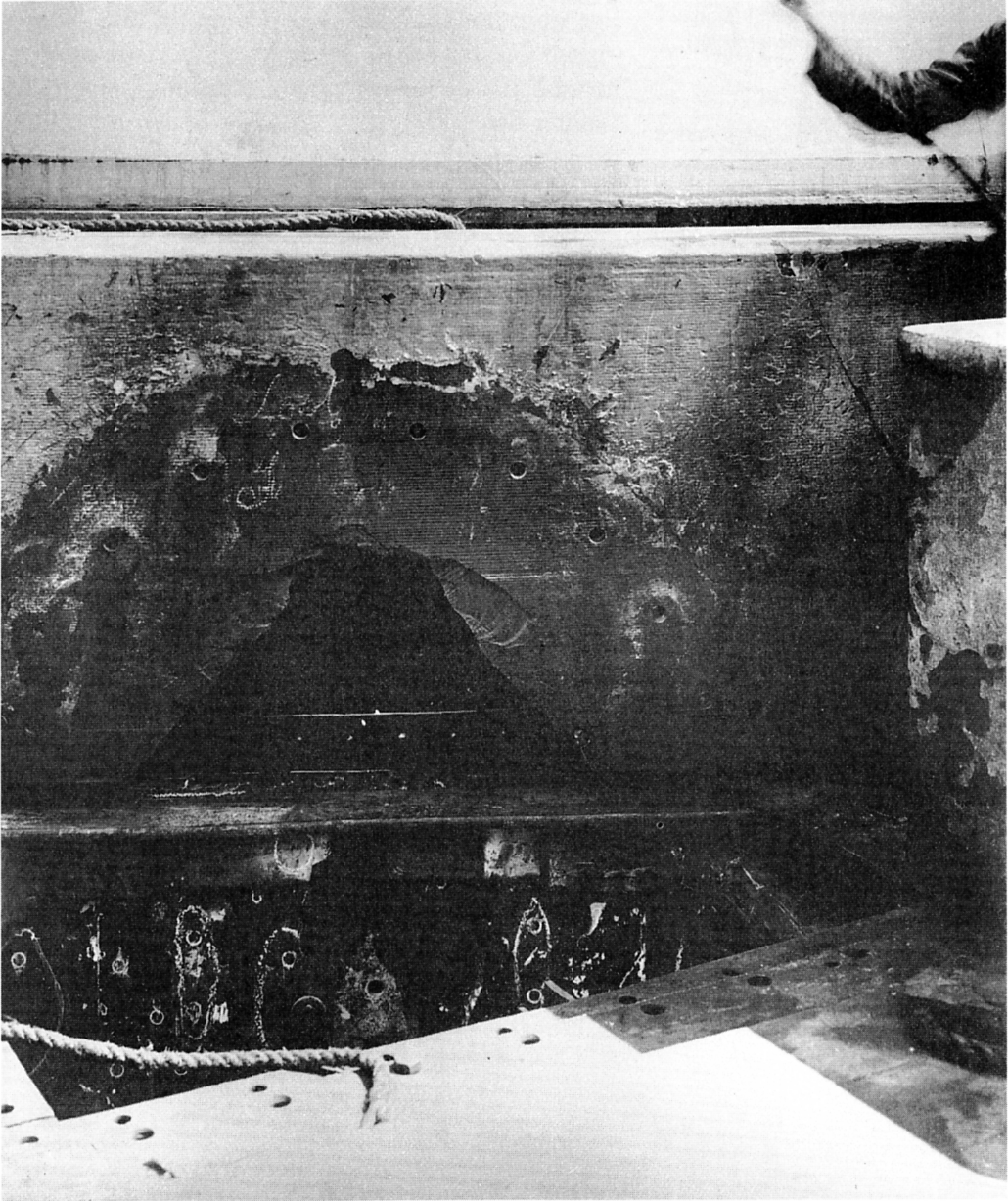
Повреждения, полученные барбетом башни «X»
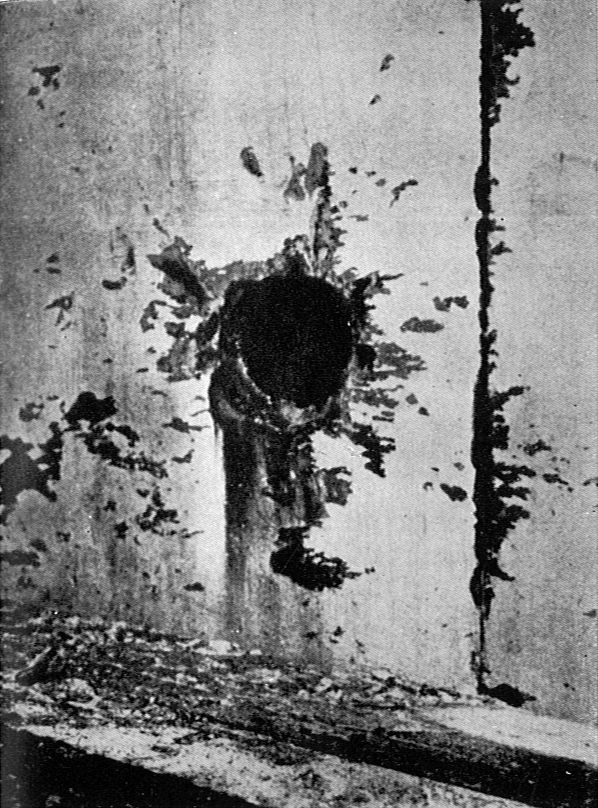
Входное отверстие от попадания № 9 (№ 13 на официальной диаграмме) в район машинного отделения

В районе 16:02—16:03 в «Индефатигебл» попало два залпа с «Фон дер Танна». В результате первого, скорее всего, было повреждено рулевое управление, и линейный крейсер выкатился из строя, а второй залп попал в район носовой башни. Из-за взрыва погреба британский крейсер буквально взлетел на воздух. После гибели «Индефатигебла» «Нью Зиленд» перенёс свой огонь на «Фон дер Танн». «Мольтке» продолжал обстреливать только «Тайгер». С 16:00 до 16:10 единственным успехом «Тайгера» был близкий разрыв у борта «Мольтке». Сам «Тайгер» получил одно попадание в район полубака.
В 16:05 в бой вступила британская 5-я эскадра линкоров. Хиппер шёл на 23 узлах, и идущие полным ходом линкоры Эвана-Томаса, хоть и имели ход всего порядка 24 узлов, медленно нагоняли немецкие корабли. Под огнём британских линкоров оказались «Фон дер Танн», а затем и «Мольтке». Британские линкоры вели очень точный огонь с дальней дистанции, и положение для немцев начало становиться критическим. «Фон дер Танну» и «Мольтке» пришлось зигзаговать, чтобы сбить пристрелку.
Тем не менее немцы смогли добиться ещё большего успеха. Кораблям противников периодически приходилось менять свои цели, так как они скрывались в дыму. С 16:20 до 16:26 «Дерфлингер» присоединился к «Зейдлицу» и обстреливал «Куин Мэри». В результате попадания 305-мм снаряда в район башни «В» уже второй за день британский линейный крейсер взорвался, и над ним поднялось огромное облако дыма высотой в 600 м. «Тайгер», шедший следом за «Куин Мэри», целиком скрылся в нём. «Мольтке» возобновил обстрел «Тайгера» в 16:10 и обстреливал его до 16:30, пока дым не скрыл от него британский крейсер.
Артиллеристы «Тайгера» считали, что обстреливали «Мольтке», но по факту его целью был «Фон дер Танн». В 16:20 343-мм снаряд с «Тайгера» попал в барбет носовой башни германского линейного крейсера, временно выведя её из строя. Второй снаряд с «Тайгера» в 16:23 попал в кормовую башню, заставив её на время замолчать. Башню смогли починить только через 3,5 часа, при этом подача могла осуществляться только вручную. После гибели «Куин Мэри» британцы перераспределили цели, и «Тайгер» стал обстреливать третий корабль в германской линии, которым был «Зейдлиц». «Зейдлиц» также перенёс свой огонь, и его целью стал «Тайгер». Но по факту в течение получаса после гибели «Куин Мэри» «Зейдлиц» не находился под огнём противника, поэтому есть вероятность, что «Тайгер» обстреливал не «Зейдлиц», а «Мольтке» или «Дерфлингер».
В районе 16:20 — 16:26 эсминцы противников начали своё выдвижение для проведения торпедных атак. Выходя в атаку, германская 9-я флотилия столкнулась с британскими эсминцами 13-й и 10-й флотилий. Из линейных крейсеров только «Тайгер» несколько минут с 16:34 обстреливал из своих 152-мм орудий германские миноносцы. Немецкие миноносцы в районе 16:33 — 16:35 выпустили 10 торпед с дистанции в 9000 ярдов. И в 16:40 линейным крейсерам Битти пришлось отворачивать, чтобы увернутся от них. Все торпеды прошли мимо. По «Тайгеру» две торпеды в районе 16:34 выпустил и «Лютцов», но также не добился успеха.
После 16:00 «Тайгер» получил ещё пять попаданий 280-мм снарядов. Одно из них было с «Зейдлица», все остальные с «Мольтке». Попадания не нанесли существенных повреждений. В 16:38 с идущего в 2 милях впереди линейных крейсеров «Саутгемптона» доложили о появлении линкоров Флота открытого моря. В 16:40 Битти приказал разворачиваться и идти на соединение с линкорами Джеллико. Началась вторая фаза сражения — «бег на юг». После разворота какое-то время по «Тайгеру» пытался вести огонь «Маркграф», но расстояние было слишком велико, и его залпы падали недолётом. В этой фазе боя участие линейных крейсеров Битти в бою было ограниченным. Видимость ещё больше ухудшилась, и «Тайгер» только после 16:49 смог дать несколько залпов по нераспознанной цели. 5-я эскадра Эвана-Томаса совершила разворот только в 16:54, оказавшись ближе к германскому флоту, чем линейные крейсера. Фактически четырём линкорам типа «Куин Элизабет» пришлось на отходе вести перестрелку и с линкорами Шеера, и с крейсерами Хиппера. При этом Хиппер приказал на несколько минут снизить скорость, так как опасался вступать в дуэль с 5-й британской эскадрой линкоров в одиночку. Хотя потом он поднял скорость, это позволило Битти оторваться от преследователей. В 17:00 расстояние между линейными крейсерами противниками увеличилось настолько, что огонь практически прекратился. До 17:10 по «Тайгеру» пытался вести огонь «Зейдлиц», но всё, чего он смог добиться, — одного попадания в районе 16:58. Снаряд рикошетом от воды прошил кормовую дымовую трубу, близко от её верха. Сам «Тайгер», ведя ответный огонь, попаданий не добился. Кроме того, на «Тайгере» после 27 выстрелов вышло из строя правое орудие в башне «А». Сломался клапан и толкатель в цилиндре накатника. Его попытались отремонтировать, но до конца боя починить поломку не успели.
По сигналу Битти линейные крейсера несколько раз доворачивали на восток, уводя за собой германский флот. Таким образом, подход с севера и в 18:15 начало развёртывания линкоров Гранд-Флита осталось для немцев незамеченным. Условия освещения в этот период были в пользу британцев. Немцы их не видели, и британцы могли беспрепятственно вести огонь. Правда, британцы также плохо видели свои цели в дыму, укрывавшем поле сражения. «Тайгер» с 17:44 до 18:05 обстреливал «Зейдлиц», но безрезультатно.
Третья фаза сражения началась с начала развёртывания в 18:15 британских линкоров в боевую линию курсом на северо-восток. Линейные крейсера Битти при этом проходили между строем двух линейных флотов, выходя в голову колонны Джеллико. Они проходили мимо обездвиженного германского лёгкого крейсера «Висбаден», и с 18:07 по 18:12 «Тайгер» вёл по нему огонь из 152-мм орудий.
В сгущающихся сумерках флоты противников встретились в генеральном сражении. Германская колонна вышла на разворачивающийся британский флот. Чтобы избежать охвата головы своей колонны, германский командующий Шеер применил поворот «все вдруг» — линкоры последовательно разворачивались на 180°, начиная с последнего. Позже Шеер ещё раз использовал поворот на 180°, чтобы оторваться от противника, но в итоге опять вышел на середину строя британцев и вынужден был в третий раз делать разворот. В ночное время схватки были спорадическими и, «перерезав» хвост британской колонны, Шеер ушёл на свою базу.
Всего за время сражения «Тайгер» получил 15 попаданий снарядами крупного калибра и 3 среднего (по Робертсу, 17 крупного и 4 среднего). Три 150-мм снаряда попали в пояс, не нанеся существенных повреждений. Два из них пришлись по левому борту, и один по правому. Всего за время боя из экипажа крейсера было убито 24 и ранено 46 человек.
В финальной части боя «Тайгер» вёл огонь по броненосцу «Гессен» и лёгкому крейсеру «Пиллау». Всего «Тайгер» израсходовал 303 343-мм снаряда (34,4 % боекомплекта), добившись трёх попаданий в первые 35 минут боя. Также он выпустил 136 152-мм снарядов (5,5 % боекомплекта), в основном по «Висбадену» и миноносцам.

### Завершение службы
Ремонт повреждений «Тайгера» производился в сухом доке № 2 в Росайте. Он длился 28 суток — с 3 июня по 1 июля 1916 года. Крейсер стал первой из отремонтированных «кошек», поэтому временно с 2 июля стал флагманом 1-й эскадры линейных крейсеров вместо ремонтировавшегося «Лайона».
«Тайгер» вместе с линейными крейсерами 1-й эскадры 17 ноября 1917 года принял участие во втором бою в Гельголандской бухте. 1-я эскадра вместе с линейным крейсером «Рипалс» занималась прикрытием рейда 1-й эскадры лёгких крейсеров, в которую также входили линейные крейсера «Глориес», «Корейджес». Де-факто из состава 1-й эскадры линейных крейсеров в бою принял участие только «Рипалс», а «Тайгер» огня не открывал. С апреля 1919 года по 1922 год «Тайгер» входил в состав эскадры линейных крейсеров Атлантического флота. До момента постройки «Худа» он являлся её флагманом.
В мае 1920 года «Тайгер» участвовал в боевых действиях против Советской России в Балтийском море. 30 мая крейсер вышел из Портсмута, посетив по дороге Швецию и Данию. Но в связи с изменением политики Великобритании по отношению к Советской России, вскоре эскадра была отозвана домой, посетив на обратном пути Осло. Осенью 1920 года у Портленда «Тайгер» столкнулся с линкором «Ройал Соверен», причинив ему серьёзные повреждения. В декабре «Тайгер» прошёл ремонт в Девенпорте.
22 августа 1921 года а Девенпорте «Тайгер» был выведен в резерв и в марте 1922 года прошёл ремонт в Росайте. Во время ремонта были сняты прожектора с платформы по бокам дымовой трубы. 14 февраля 1924 года в Росайте «Тайгер» снова был введён в строй. До 1929 года он служил в качестве учебного артиллерийского корабля. На момент ремонта «Тайгера» в апреле — июне 1926 года его временно в качестве учебного замещал линейный корабль «Айрон Дюк». С июня 1929 года, на время ремонта «Худа», «Тайгер» вернули в состав эскадры линейных крейсеров Атлантического флота.
Послевоенный запас топлива «Тайгера» составлял 300 т угля и 3300 т нефти. В 1927 году крейсер развивал 25 узлов при сжигании в топках только угля и 28,1 узла при сжигании угля и нефти. Планировался перевод котлов на полностью нефтяное отопление, но он так и не был осуществлён.
В соответствии с Лондонским договором 1930 года по сокращению морских вооружений «Тайгер» подлежал списанию. 28 апреля 1931 года крейсер был выведен из состава эскадры линейных крейсеров и 15 мая переведён в резерв в Девенпорт. Здесь 30 марта 1931 года он был выведен из состава флота, и в феврале 1932 года его продали на слом. 22 марта 1932 года он был разоружён в Росайте и отбуксирован на верфь для разделки на металл.

## Оценка проекта
Как и все британские линейные крейсера, «Тайгер» создавался согласно концепции лорда Фишера «скорость — лучшая защита». Крейсер имел высокую скорость и мощное вооружение из восьми 343-мм орудий. Помимо большой скорости и сильного вооружения, он обладал хорошей мореходностью. Британские линейные крейсера предназначались в основном для разведки, борьбы с лёгкими силами и рейдерами противника. В бою основных сил их роль должна была ограничиваться ролью быстроходного крыла — охват головы противника и добивание отставших кораблей при минимальном времени огневого контакта с равным противником.
«Тайгер» был последним и самым совершенным британским линейным крейсером, построенным до войны. По сравнению с другими «кошками адмирала Фишера» бронирование борта простиралось на большую площадь. В основном, правда, это произошло за счёт бронирования каземата противоминной артиллерии. Подводный 76-мм пояс давал более совершенную защиту от поднырнувших снарядов. Плюсами проекта также были: лучшие сектора обстрела орудий главного калибра, переход на 152-мм орудия противоминного калибра и более высокая скорость.
Но, как и «Куин Мэри», он был лишь производной от «Лайона», сохранив его основные недостатки. По сравнению с германскими линейными крейсерами броневая защита была недостаточной для линейного боя. Явным недостатком была и британская практика утончения главного бронепояса в районе барбетов концевых башен. По сравнению с крейсерами с 305-мм орудиями типов «Инвинсибл» и «Индефатигебл», крейсера с 343-мм орудиями имели значительно лучшую защищённость. Большая часть корпуса была защищена от 280-мм снарядов. За счёт мощного вооружения и большей скорости хода, несмотря на несколько худшее бронирование, британские 343-мм крейсера обладали неоспоримым преимуществом в сравнении с 280-мм германскими линейными крейсерами типов «Мольтке» и «Зейдлиц».
Однако ответом на второе поколение британских крейсеров стали три германских линейных крейсера типа «Дерфлингер». Германские линейные крейсера, из-за численного отставания флота Германии от флота Великобритании, специально проектировались, в том числе, для участия в бою главных сил. «Дерфлингер», вступивший в строй практически одновременно с «Тайгером», был вооружён 305-мм орудиями и при этом очень хорошо защищён. Его 300-мм главный броневой пояс по толщине был таким же, как у современных ему британских линкоров типов «Орион» и «Кинг Джордж V», и не шёл ни в какое сравнение с 229-мм поясом «Тайгера». А 305-мм орудия, несмотря на меньший по сравнению с британскими крейсерами калибр, обладали прекрасными баллистическими характеристиками. Учитывая лучшее качество германских снарядов, немецкие инженеры достаточно обоснованно считали крейсер эквивалентом 343-мм британского. При этом он имел практически ту же скорость, что и британские линейные крейсера, и концепция Фишера в его отношении уже не срабатывала. Преимущество в бою «Дерфлингера» характеризует то обстоятельство, что он мог пробить самую толстую броню британского крейсера с расстояния в 11 700 метров, а британскому крейсеру для этого нужно было подойти на расстояние в 7800 метров. Кроме прекрасно организованной борьбы за живучесть корабля, германский крейсер также отличала хорошая подводная защита. Вдоль броневого пояса у него шла противоторпедная бронированная переборка толщиной 50 мм. У «Тайгера» же в подводной части были лишь броневые экраны в районе погребов боезапаса. Поэтому всеми специалистами признаётся, что германские крейсера типа «Дерфлингер» были более сбалансированными и лучше приспособленными для ведения линейного боя. Тем не менее бой у Доггер-банки и Ютландское сражение показали, что «кошки адмирала Фишера», обладая преимуществом в скорости, могли навязать более медленному противнику бой на выгодной дистанции, а при неблагоприятной ситуации оторваться от противника.
| Характеристики артиллерии главного калибра, принятой на вооружение в 1910—1913 годах | Характеристики артиллерии главного калибра, принятой на вооружение в 1910—1913 годах | Характеристики артиллерии главного калибра, принятой на вооружение в 1910—1913 годах | Характеристики артиллерии главного калибра, принятой на вооружение в 1910—1913 годах | Характеристики артиллерии главного калибра, принятой на вооружение в 1910—1913 годах |
| Орудие                                                                               | 13.5″/45 Mark V                                                                      | 28 cm SK L/50                                                                        | 30,5 cm SK L/50                                                                      | 36 см/45 Тип 41                                                                      |
| ------------------------------------------------------------------------------------ | ------------------------------------------------------------------------------------ | ------------------------------------------------------------------------------------ | ------------------------------------------------------------------------------------ | ------------------------------------------------------------------------------------ |
| Калибр, мм                                                                           | 343                                                                                  | 280                                                                                  | 305                                                                                  | 356                                                                                  |
| Длина ствола, калибров                                                               | 45                                                                                   | 46,8 (50)                                                                            | 47,4 (50)                                                                            | 45                                                                                   |
| Носители                                                                             | «Тайгер»                                                                             | «Мольтке» «Зейдлиц»                                                                  | «Дерфлингер»                                                                         | «Конго»                                                                              |
| Год принятия на вооружение                                                           | 1912                                                                                 | 1911                                                                                 | 1911                                                                                 | 1913?                                                                                |
| Масса бронебойного снаряда, кг                                                       | 635                                                                                  | 302                                                                                  | 405,5                                                                                | 673,5                                                                                |
| Начальная скорость, м/с                                                              | 759                                                                                  | 880                                                                                  | 855                                                                                  | 770                                                                                  |
| Дульная энергия, МДж                                                                 | 365,81                                                                               | 233,87                                                                               | 296,43                                                                               | 399                                                                                  |
| Скорострельность, выстрелов в минуту                                                 | 1,5—2                                                                                | 3                                                                                    | 2—3                                                                                  | 2                                                                                    |
| Максимальная дальность стрельбы, м (при угле возвышения орудия)                      | 21 710 (20°)                                                                         | 18 100 (13,5°)                                                                       | 16 200—18 000 (13,5°) 20 400 (16°)                                                   | 25 000 (20°)                                                                         |
| Тип скрепления ствола                                                                | проволокой                                                                           | цилиндрами                                                                           | цилиндрами                                                                           | проволокой                                                                           |
| Тип затвора                                                                          | поршневой                                                                            | клиновой                                                                             | клиновой                                                                             | поршневой                                                                            |
| Бронепробиваемость (по крупповской сталеникелевой броне), мм                         |                                                                                      |                                                                                      |                                                                                      |                                                                                      |
| 25 каб. (4630 м)                                                                     | 505                                                                                  |                                                                                      | 490                                                                                  |                                                                                      |
| 50 каб. (9260 м)                                                                     | 398                                                                                  |                                                                                      | 358                                                                                  |                                                                                      |
| 75 каб. (13 890 м)                                                                   | 307                                                                                  |                                                                                      | 268                                                                                  |                                                                                      |
| 100 каб. (18 520 м)                                                                  | 247                                                                                  |                                                                                      | 202                                                                                  |                                                                                      |

Ещё одним развитием «Лайона» стали японские крейсера типа «Конго». Проект и первый крейсер в серии из четырёх кораблей были созданы британской компанией «Виккерс». Все технологии и чертежи были переданы Японии, и по ним были построены ещё три корабля. Проект японского крейсера несущественно отличался от своего прототипа. Крейсера изначально предназначались для боёв на больших дистанциях. По сравнению с британским прототипом они имели более тонкий броневой пояс и более толстую палубу. Японские крейсера были оснащены мощными 356-мм орудиями, имевшими загоризонтную дальность. Расположение орудий было идентично таковому на «Тайгере». Противоминная артиллерия состояла из 152-мм орудий. Хотя Оскар Паркс и считает, что конструкция «Конго» повлияла на проект «Тайгера», считается, что к переходу на 152-мм орудия и расположение башен главного калибра привела эволюция британских линейных крейсеров, а единственным заимствованием у японцев явилась установка 76-мм подводного пояса.
Проблема слабой бронезащиты осознавалась и самими британцами. Поэтому после ухода Фишера, являвшегося ярым сторонником линейных крейсеров, их постройка в рамках программы 1912—1913 года была отменена. И были построены быстроходные линейные корабли типа «Куин Элизабет», которые хотя и не могли полностью заменить линейные крейсера, но со своими 381-мм орудиями и мощным бронированием гораздо лучше подходили на роль быстроходного крыла линейных сил.
| Сравнительные характеристики линейных крейсеров времён Первой мировой войны | Сравнительные характеристики линейных крейсеров времён Первой мировой войны | Сравнительные характеристики линейных крейсеров времён Первой мировой войны | Сравнительные характеристики линейных крейсеров времён Первой мировой войны | Сравнительные характеристики линейных крейсеров времён Первой мировой войны | Сравнительные характеристики линейных крейсеров времён Первой мировой войны |
|                                                                             | «Дерфлингер»                                                                | «Зейдлиц»                                                                   | «Тайгер»                                                                    | «Лайон»                                                                     | «Конго»                                                                     |
| --------------------------------------------------------------------------- | --------------------------------------------------------------------------- | --------------------------------------------------------------------------- | --------------------------------------------------------------------------- | --------------------------------------------------------------------------- | --------------------------------------------------------------------------- |
| год закладки/ввода в строй                                                  | 1912/1914                                                                   | 1911/1913                                                                   | 1912/1914                                                                   | 1909/1912                                                                   | 1911/1913                                                                   |
| Размерения                                                                  | 210×29×9,2                                                                  | 200×28,5×9,09                                                               | 214,6×27,6×8,7                                                              | 213,4×27×8,4                                                                | 214,5×28×8,4                                                                |
| Водоизмещение, т нормальное (полное)                                        | 26 600 (31 200)                                                             | 24 988 (28 550)                                                             | 28 430 (35 710)                                                             | 26 270 (29 680)                                                             | 27 500 (32 000)                                                             |
| Расчётная скорость хода, уз. номинальная мощность, л. с.                    | 26,5 63 000                                                                 | 26,5 63 000                                                                 | 28 85 000                                                                   | 27 70 000                                                                   | 27,5 64 000                                                                 |
| Скорость хода максимальная, уз. форсированная мощность, л. с.               | 25,5 76 634                                                                 | 28,1 89 738                                                                 | 29,07 104 635                                                               | 28,06 96 240                                                                | 27,54 78 275                                                                |
| Котлы                                                                       | 18                                                                          | 27                                                                          | 39                                                                          | 42                                                                          | 36                                                                          |
| Дальность хода, миль при скорости хода, узлы                                | 5600 (14)                                                                   | 4200 (14)                                                                   | 4650 (10)                                                                   | 4935 (16,75)                                                                | 8000 (14)                                                                   |
| Экипаж, человек                                                             | 1112                                                                        | 1068                                                                        | 1109                                                                        | 984                                                                         | 1201                                                                        |
| Стоимость, млн рублей золотом                                               | 28                                                                          | 22,34                                                                       | 21                                                                          | 20,84                                                                       |                                                                             |
| Толщина брони, мм                                                           |                                                                             |                                                                             |                                                                             |                                                                             |                                                                             |
| Пояс                                                                        | 300                                                                         | 300                                                                         | 229                                                                         | 229                                                                         | 203                                                                         |
| Лоб башни                                                                   | 270                                                                         | 250                                                                         | 229                                                                         | 229                                                                         | 229                                                                         |
| Барбет                                                                      | 260                                                                         | 200—230                                                                     | 229                                                                         | 229                                                                         | 254                                                                         |
| Рубка                                                                       | 300                                                                         | 300                                                                         | 254                                                                         | 254                                                                         | 254                                                                         |
| Палуба                                                                      | 50—80                                                                       | 80                                                                          | 76                                                                          | 65                                                                          | 57                                                                          |
| Вооружение (ГК)                                                             |                                                                             |                                                                             |                                                                             |                                                                             |                                                                             |
| Количество                                                                  | 4×2×305-мм                                                                  | 5×2×280-мм                                                                  | 4×2×343-мм                                                                  | 4×2×343-мм                                                                  | 4×2×356-мм                                                                  |
| Скорострельность, выстрелов / мин                                           | 2—3                                                                         | 3                                                                           | 2                                                                           | 1,5—2                                                                       | ?                                                                           |
| Масса бронебойного снаряда, кг                                              | 405,5                                                                       | 302                                                                         | 635                                                                         | 567                                                                         | 673,5                                                                       |
| Начальная скорость, м/с                                                     | 855                                                                         | 880                                                                         | 762                                                                         | 787                                                                         | 775                                                                         |
| Максимальная дальность стрельбы, м                                          | 18 000 (13,5°)                                                              | 19 100 (16°)                                                                | 21 710 (20°)                                                                | 21 780 (20°)                                                                | 25 000 (20°)                                                                |